# Zavtra, tretjego aprelja...
Zavtra, tretjego aprelja... (russisk: Завтра, третьего апреля…) er en sovjetisk spillefilm fra 1969 af Igor Maslennikov.

## Medvirkende
- Eneken Aksel som Ariadna Nikolaevna
- Ljudmila Volynskaja som Ljudmila Petrovna
- Viktor Ilitjov som Stanislav Petrovitj
- Pavel Luspekajev som Ferapontov
- Aleksandr Demjanenko